# Yamato (Kanagawa)
Yamato (大和市?) è una città giapponese della prefettura di Kanagawa.